# سالي كارمان
سالي كارمان (بالإنجليزية: Sally Carman)‏ هي ممثلة بريطانية، ولدت في 9 مايو 1981 في Mexborough ‏ في المملكة المتحدة.